# Saint-Mesmin (Vendée)
Saint-Mesmin és un municipi francès situat al departament de Vendée i a la regió de País del Loira. L'any 2007 tenia 1.868 habitants.

## Demografia

### Població
El 2007 la població de fet de Saint-Mesmin era de 1.868 persones. Hi havia 700 famílies de les quals 150 eren unipersonals (61 homes vivint sols i 89 dones vivint soles), 243 parelles sense fills, 271 parelles amb fills i 36 famílies monoparentals amb fills.
La població ha evolucionat segons el següent gràfic:
Habitants censats

### Habitatges
El 2007 hi havia 765 habitatges, 717 eren l'habitatge principal de la família, 27 eren segones residències i 22 estaven desocupats. 724 eren cases i 27 eren apartaments. Dels 717 habitatges principals, 584 estaven ocupats pels seus propietaris, 126 estaven llogats i ocupats pels llogaters i 7 estaven cedits a títol gratuït; 2 tenien una cambra, 21 en tenien dues, 99 en tenien tres, 177 en tenien quatre i 417 en tenien cinc o més. 577 habitatges disposaven pel capbaix d'una plaça de pàrquing. A 305 habitatges hi havia un automòbil i a 365 n'hi havia dos o més.

### Piràmide de població
La piràmide de població per edats i sexe el 2009 era:
| Homes | Edats   | Dones |
| ----- | ------- | ----- |
| 0     | 95 o +  | 0     |
| 0     | 90 a 94 | 8     |
| 4     | 85 a 89 | 8     |
| 4     | 80 a 84 | 12    |
| 36    | 75 a 79 | 40    |
| 40    | 70 a 74 | 32    |
| 28    | 65 a 69 | 60    |
| 48    | 60 a 64 | 56    |
| 32    | 55 a 59 | 32    |
| 48    | 50 a 54 | 36    |
| 80    | 45 a 49 | 64    |
| 84    | 40 a 44 | 76    |
| 84    | 35 a 39 | 72    |
| 36    | 30 a 34 | 64    |
| 36    | 25 a 29 | 40    |
| 80    | 20 a 24 | 48    |
| 52    | 15 a 19 | 84    |
| 72    | 10 a 14 | 64    |
| 76    | 5 a 9   | 48    |
| 20    | 0 a 4   | 48    |

## Economia
El 2007 la població en edat de treballar era de 1.160 persones, 903 eren actives i 257 eren inactives. De les 903 persones actives 851 estaven ocupades (475 homes i 376 dones) i 52 estaven aturades (23 homes i 29 dones). De les 257 persones inactives 83 estaven jubilades, 89 estaven estudiant i 85 estaven classificades com a «altres inactius».

### Ingressos
El 2009 a Saint-Mesmin hi havia 751 unitats fiscals que integraven 1.845 persones, la mediana anual d'ingressos fiscals per persona era de 15.918 €.

### Activitats econòmiques
Dels 56 establiments que hi havia el 2007, 2 eren d'empreses alimentàries, 1 d'una empresa de fabricació d'elements pel transport, 4 d'empreses de fabricació d'altres productes industrials, 10 d'empreses de construcció, 13 d'empreses de comerç i reparació d'automòbils, 2 d'empreses de transport, 4 d'empreses d'hostatgeria i restauració, 1 d'una empresa d'informació i comunicació, 3 d'empreses financeres, 3 d'empreses immobiliàries, 4 d'empreses de serveis, 4 d'entitats de l'administració pública i 5 d'empreses classificades com a «altres activitats de serveis».
Dels 19 establiments de servei als particulars que hi havia el 2009, 1 era una oficina de correu, 2 oficines bancàries, 2 tallers de reparació d'automòbils i de material agrícola, 1 paleta, 1 guixaire pintor, 2 fusteries, 2 lampisteries, 2 electricistes, 1 empresa de construcció, 2 perruqueries, 1 veterinari i 2 restaurants.
Dels 5 establiments comercials que hi havia el 2009, 1 era una botiga de més de 120 m², 2 fleques, 1 una botiga de mobles i 1 una floristeria.
L'any 2000 a Saint-Mesmin hi havia 43 explotacions agrícoles que ocupaven un total de 1.652 hectàrees.

## Equipaments sanitaris i escolars
El 2009 hi havia 1 farmàcia i 1 ambulància.
El 2009 hi havia 2 escoles elementals.

## Poblacions més properes
El següent diagrama mostra les poblacions més properes.